# Le Havre AC
A Havre Athletic Club (röviden Le Havre, vagy Havre) egy 1872-ben alapított francia labdarúgócsapat, melynek székhelye Le Havre-ban található. A klub színei: kék és fehér. Hazai pályájuk a Stade Océane, melynek befogadóképessége 25 178 fő.

## Jelenlegi keret
2020. november 2-től
| #  |     | Poszt | Név                  |
| -- | --- | ----- | -------------------- |
| 1  | FRA | K     | Mathieu Gorgelin     |
| 30 | FRA | K     | Yahia Fofana         |
|    | CAN | K     | Nikola Curcija       |
| 3  | TUR | V     | Umut Meraş           |
| 4  | TUR | V     | Ertuğrul Ersoy       |
| 5  | CGO | V     | Fernand Mayembo      |
| 12 | TUN | V     | Ayman Ben Mohamed    |
| 19 | BFA | V     | Yacouba Coulibaly    |
| 26 | FRA | V     | Woyo Coulibaly       |
| 27 | FRA | V     | Pierre Gibaud        |
| 36 | FRA | V     | Isaak Touré          |
| 6  | FRA | KP    | Romain Basque        |
| 7  | FRA | KP    | Jean-Pascal Fontaine |
| 8  | FRA | KP    | Himad Abdelli        |
| 17 | FRA | KP    | Alexandre Bonnet     |

| #  |     | Poszt | Név              |
| -- | --- | ----- | ---------------- |
| 18 | FRA | KP    | Nolan Mbemba     |
| 22 | ALG | KP    | Victor Lekhal    |
| 33 | FRA | KP    | Mamadou Fofana   |
| 9  | FRA | CS    | Nabil Aliou      |
| 10 | FRA | CS    | Alan Dzabana     |
| 11 | FRA | CS    | Quentin Cornette |
| 13 | MAR | CS    | Khalid Boutaïb   |
| 14 | SEN | CS    | Jamal Thiaré     |
| 29 | HAI | CS    | Hervé Bazile     |
| 34 | FRA | KP    | Elies Mahmoud    |
| 35 | GHA | CS    | Godwin Bentil    |
| 37 | FRA | CS    | Ylan Gomes       |
|    | GHA | KP    | Godwin Bentil    |
|    | FRA | KP    | Ylan Gomes       |

## Sikerlista
- Másodosztály aranyérmes (5): 1938, 1959, 1985, 1991, 2008
- Másodosztály ezüstérmes (1): 1950
- Francia kupagyőztes (1): 1959
- Francia kupa ezüstérmes (1): 1920

## Fordítás
- Ez a szócikk részben vagy egészben  a   Le Havre AC című angol Wikipédia-szócikk fordításán alapul.  Az eredeti cikk szerkesztőit annak laptörténete sorolja fel. Ez a jelzés csupán a megfogalmazás eredetét és a szerzői jogokat jelzi, nem szolgál a cikkben szereplő információk forrásmegjelöléseként.